# Antiochos
Antiochos (altgriechisch Ἀντίοχος, lateinisch Antiochus) ist ein griechischer Vorname.

## Namensträger
- Antiochos (Vater des Seleukos I.) (4. Jahrhundert v. Chr.)

Herrscher des Seleukidenreiches:
- Antiochos I. Soter (281–261 v. Chr.)
- Antiochos II. Theos (261–246 v. Chr.)
- Antiochos III. der Große (223–187 v. Chr.)
- Antiochos (Sohn des Antiochos III.)
- Antiochos IV. Epiphanes (175–164 v. Chr.)
- Antiochos (Sohn des Seleukos IV.)
- Antiochos V. Eupator (164–162 v. Chr.)
- Antiochos VI. Epiphanes Dionysos (145–142 v. Chr.)
- Antiochos VII. Euergetes Sidetes (138–129 v. Chr.)
- Antiochos VIII. Epiphanes Philometor (123–96 v. Chr.)
- Antiochos IX. Philometor (116–96 v. Chr.)
- Antiochos X. Eusebes Philometor (95–83 v. Chr.)
- Antiochos XI. Epiphanes (95–92 v. Chr.)
- Antiochos XII. Dionysos Epiphanes (87–84 v. Chr.)
- Antiochos XIII. Philadelphos (69–64 v. Chr.; † 58 v. Chr.)
- Antiochos Hierax (* um 263 v. Chr.; † 227 v. Chr.), jüngerer Sohn von Antiochos II.

Könige von Kommagene:
- Antiochos I. (Kommagene) (69 – ca. 36 v. Chr.)
- Antiochos II. (Kommagene)
- Antiochos III. (Kommagene)
- Antiochos IV. (Kommagene)

Andere Personen:
- Antiochos (Bildhauer), antiker Bildhauer
- Antiochos (Eponym), in der griechischen Mythologie Stammvater der Phyle Antiochis
- Antiochos (Flottenkommandant), athenischer Flottenkommandant
- Antiochos (Kämmerer), Kammerherr (praepositus sacri cubiculi) des Arcadius
- Antiochos (Konsul 431), römischer Prätorianerpräfekt und Konsul
- Antiochos (Koroplast), griechischer Koroplast der frühhellenistischen Zeit
- Antiochos (Prokonsul), Prokonsul Achaiae im Jahr 395
- Antiochos (Sohn des Echekratides), thessalischer Fürst und Tagos
- Antiochos (Sohn des Kratidas), ptolemäischer Alexanderpriester
- Antiochos (Sohn des Phintas), halblegendärer König der Messenier
- Antiochos von Aigai (2./3. Jahrhundert n. Chr.), griechischer Sophist
- Antiochos von Askalon (um 120–um 68 v. Chr.), ein platonischer Philosoph
- Antiochos von Athen, hellenistischer Astrologe
- Antiochos von Orestis, makedonischer Fürst
- Antiochos von Saba (7. Jahrhundert), orthodoxer Abt und Autor
- Antiochus von Sulci († Anfang 2. Jahrhundert), christlicher Märtyrer und Heiliger, angeblich auch Arzt
- Antiochos von Syrakus, griechischer Geschichtsschreiber der zweiten Hälfte des 5. Jahrhunderts v. Chr.
- Flavius Antiochus, römischer Offizier (Kaiserzeit)
- Gregorios Antiochos (* um 1125; † nach 1199), byzantinischer Beamter und Autor
- Septimius Antiochus († nach 273), kurzzeitig römischer Usurpator in Syrien
- Eunus, Führer des ersten Sklavenaufstands von Sizilien, legte sich den Königsnamen „Antiochos“ zu